# Raúl Núñez
Raúl Núñez (Buenos Aires, 1946 - Valencia, 1996) fue un escritor argentino autor de novela, poesía y relatos.

## Biografía
Nace en Buenos Aires en 1946.
Llega a Barcelona en 1971, donde colabora con diversas revistas contraculturales de la época como Vibraciones y Bésame mucho, y donde aparece en 1974 su antología de poemas People.
En 1979 Producciones Editoriales publica su primera novela, Derrama whisky sobre tu amigo muerto, en la legendaria colección Star-Books. 
Después de pasar dos años en Ámsterdam regresa a Barcelona. Anagrama edita sus dos novelas siguientes. Sinatra. Novela urbana en 1984 y La rubia del bar en 1986. Ambas son llevadas posteriormente al cine. 
La adaptación de La rubia del bar se rueda en 1986 en catalán dirigida por Ventura Pons con el título La rossa del bar y música de Gato Pérez. Sinatra, por su parte, es dirigida en 1987 por Francesc Betriu e incluye canciones de Joaquín Sabina, que aparece además brevemente como intérprete.
A finales de los ochenta se traslada a Valencia, desde donde sigue colaborando con Playboy y otras revistas. En 1989, Laia publica su nueva novela A solas con Betty Boop. 
En el semanario Cartelera Turia tiene una sección fija titulada El aullido del mudo. En 1994 Midons Editorial reúne una selección de estos textos en un volumen del mismo título y uno de ellos será convertido en el guion de un cortometraje por Francesc Betriu y el propio autor.
Muere en la madrugada del 7 al 8 de mayo de 1996, dejando terminada su última novela, Fuera de combate, que aún permanece inédita.
En 2008 una serie de sus amigos (Francesc Betriu, Alfons Cervera, Juan Madrid, Juan Marsé, Ventura Pons y Joaquín Sabina, entre otros) consigue reunir su poesía en el volumen, coordinado por Uberto Stabile, Marihuana para los pájaros, que incluye el contenido de todos los libros de poemas publicados anteriormente (Poemas de los ángeles náufragos, San John López del Camino, Juglarock, People y Cannabis flan).
Ese mismo año, la antología Resaca / Hank Over. Un homenaje a Charles Bukowski, que contiene treinta y siete relatos de otros tantos autores hispanohablantes, incluye su cuento Hablando con Bukowski a modo de doble tributo. Además de esta, conforman el volumen obras breves de escritores contemporáneos como Hernán Migoya, David González, Karmelo C. Iribarren, José Ángel Barrueco, Agustín Fernández Mallo, Ana Pérez Cañamares, Ángel Petisme o Kutxi Romero, entre otros, y sendos prólogos de Patxi Irurzun y Vicente Muñoz Álvarez, responsables también de la selección.
En 2024, la editorial Efe Eme decide reeditar la narrativa completa de Núñez en versiones revisadas y coordinadas por Alfons Cervera y Juan Puchades, lo que incluye la aparición en noviembre de su novela inédita Fuera de combate, casi treinta años después del fallecimiento del autor.

## Obra
Poesía
- Poemas de los ángeles náufragos (1970)
- San John López del Camino (1971)
- Juglarock (La Mano en el Cajón, 1972)
- People (Tusquets Editores, 1974)
- Cannabis flan (Editorial Marte, 1983)
- Marihuana para los pájaros, poesía completa (Baile del Sol, 2008)

Novela
- Derrama whisky sobre tu amigo muerto (Producciones Editoriales, 1979, Efe Eme, 2024)
- Sinatra. Novela urbana (Anagrama, 1984, Efe Eme, 2024)
- La rubia del bar (Anagrama, 1986)
- A solas con Betty Boop (Laia, 1989)
- Fuera de combate (Efe Eme, 2024)

Relatos, artículos y textos breves
- El aullido del mudo (Midons Editorial, 1994)
- Resaca / Hank Over. Un homenaje a Charles Bukowski (Caballo de Troya / Random House Mondadori, 2008) Selección y prólogo de Patxi Irurzun y Vicente Muñoz Álvarez. 37 relatos de otros tantos autores, incluido Hablando con Bukowski de Raúl Núñez

Otros
- La rubia del bar. Guion (1985) de Ventura Pons y Raúl Núñez